# ليل ريل هوري
ليل ريل هوري (مواليد 17 ديسمبر 1979) هو ممثل أمريكي، عرف لدوره في فيلم اخرج.

## وصلات خارجية
- ليل ريل هوري على موقع IMDb (الإنجليزية)
- ليل ريل هوري على موقع ألو سيني (الفرنسية)
- ليل ريل هوري على موقع قاعدة بيانات الفيلم (الإنجليزية)